# Paksi járás
A Paksi járás Tolna vármegyéhez tartozó járás Magyarországon, amely 2013-ban jött létre. Székhelye Paks. Területe 836,00 km², népessége 49 610 fő, népsűrűsége pedig 59 fő/km² volt 2013. elején. 2013. július 15-én két város (Paks és Dunaföldvár) és 13 község tartozott hozzá.
A Paksi járás a járások 1983-as megszüntetése előtt is létezett, ezen a néven az 1950-es járásrendezéstől kezdve, korábbi neve Dunaföldvári járás, székhelye azonban az állandó járási székhelyek kijelölése (1886) óta mindvégig Paks volt. Járásbíróság azonban a 19. század végétől 1950-ig Pakson kívül Dunaföldváron is volt.

## Települései
| Település       | Rang (2013. július 15.) | Közös hivatal   | Kistérség (2013. január 1.) | Népesség (2013. január 1.) | Terület (km²) |
| --------------- | ----------------------- | --------------- | --------------------------- | -------------------------- | ------------- |
| Paks            | járásszékhely város     |                 | Paksi                       | 19 481                     | 154,08        |
| Dunaföldvár     | város                   |                 | Paksi                       | 8 722                      | 111,42        |
| Nagydorog       | nagyközség              | Nagydorog       | Paksi                       | 2 591                      | 41,44         |
| Bikács          | község                  | Nagydorog       | Paksi                       | 466                        | 34,67         |
| Bölcske         | község                  | Bölcske         | Paksi                       | 2 787                      | 58,78         |
| Dunaszentgyörgy | község                  | Dunaszentgyörgy | Paksi                       | 2 555                      | 37,63         |
| Gerjen          | község                  | Dunaszentgyörgy | Paksi                       | 1 203                      | 36,28         |
| Györköny        | község                  | Pusztahencse    | Paksi                       | 992                        | 31,6          |
| Kajdacs         | község                  | Nagydorog       | Paksi                       | 1 262                      | 37,73         |
| Madocsa         | község                  | Bölcske         | Paksi                       | 1 935                      | 43,33         |
| Németkér        | község                  | Dunaszentgyörgy | Paksi                       | 1 715                      | 64,97         |
| Pálfa           | község                  | Nagydorog       | Paksi                       | 1 572                      | 34,74         |
| Pusztahencse    | község                  | Pusztahencse    | Paksi                       | 955                        | 31,71         |
| Sárszentlőrinc  | község                  | Nagydorog       | Paksi                       | 1 078                      | 46,69         |
| Tengelic        | község                  |                 | Szekszárdi                  | 2 296                      | 70,93         |